# 新日本映像
新日本映像（しんにほんえいぞう）とは、ピンク映画の製作・配給・興行を行う会社。「エクセスフィルム」（Xces Film）のレーベル名でピンク映画を作っている。

## 会社データ
- 正式社名:新日本映像株式会社
- 設立:1989年8月3日
- 本社所在地:東京都文京区本郷2-29-1
- 支社所在:関西支社（大阪市）、配送センター（東京都港区）
- 直営館:現在は無し[1]

## 概要
- 1988年、長年にわたって続いてきた「にっかつロマンポルノ」が終了することになり、当時にっかつにてポルノを手がけたプロデューサーたちが独立して設立したのが、当該会社である。
- 新作を作り続ける一方、ロマンポルノのフィルム等資産も引き継ぎ、新作と含めて契約映画館への配給を行っている。また、ロマンポルノ作品はミニシアターや名画座の特集上映や企画上映にも配給している。配給先は、かつては日活直営館が中心であったが、その後は系列に関係無く全国の成人映画館に提供（配給）している。なお、日活直営の成人映画館は、2008年に同社がシネロマン池袋およびロッポニカ高松を売却した事により全て撤退となった。
- 作品の中には日活撮影所で撮られた作品が幾つか存在するが、あくまでも現在の（会社更生法適用後の）日活株式会社とは別資本の会社であり関連会社ではない。
- エクセスフィルムレーベルの作品はエクセス・ポルノと表される。エクセス・ポルノの作品は他社作品に比べて濡れ場を重視した路線を採っている。近年は性描写に重点を置きつつ、テーマにも踏み込んだ作品（松岡邦彦作品や工藤雅典作品など）も多くなりつつある。
- エクセスフィルムには「尼寺もの」「スチュワーデスもの」「外人もの」「獣姦もの」など他社でのピンク映画では余り見られないジャンルがあるが、近年では妊婦ものや韓流ものが作られるなど企画能力は幅広い。
- 基本的に主演女優はピンク映画・エロス系Vシネマ常連女優に加えかつてロマンポルノで活躍した女優、一作ごとの新人、演劇出身者、セクシータレント、企画ものや往年の人気AV女優などジャンルは多彩だが、出演は1、2作に留まる事がほとんど。ベテランの女優は脇役に回る事が多い。
- 元にっかつスタッフによって作られたレーベルであるからか、ごくまれに一般作品で活躍している俳優やスタッフが招かれることがあり、そのほとんどは過去ロマンポルノに携わっていた由縁によるケースが多い。(監督では過去に実相寺昭雄、寺田農、片岡修二、北畑泰啓、加藤文彦などが呼ばれており、俳優陣では室田日出男、戸浦六宏、中西良太、赤星昇一郎らがいる。)
- 初期では自社製作や、ロマンポルノに関与していたポルノ製作会社の製作が主であったが、近年は、フィルムハウス、旦々舎といった外部のプロダクションへの発注・買取がメインである。また、ロマンポルノの流れを汲んでいることから、初期にはIMAGICA（かつての東洋現像所）現像の作品も存在していたが、現在は東映ラボ・テック（かつての東映化学工業）に統一している。
- ピンク映画会社としては比較的後続であり、また近年ピンク映画でも増えつつあるミニシアターの企画上映への作品配給も一切行っていない事から新東宝映画やオーピー映画に比べると注目度は低い。
- エクセスポルノ専任の演出陣は日活出身の林功(早志宏二)、工藤雅典、新田栄、松岡邦彦、勝利一、坂本太、撮影技師出身で「仮面天使ロゼッタ」などの一般作品も手がけている下元哲、大門通（浅尾政行）などがいる。またフリーからは、浜野佐知、珠瑠美、池島ゆたかなどのピンク映画出身、山内大輔、神野太などのOV出身が招かれている。過去には、佐藤寿保や今岡信治といった、「ピンク四天王」や「ピンク七福神」と呼ばれる作家性の強い監督の作品が存在した。ピンク映画草創期から活躍していた小林悟も、エクセス創立当初から作品を発表していた。
- 過去には韓国のポルノ映画を輸入配給していた事もある。また、エロス系のVシネマ作品やダイヤモンド映像が製作した一部作品を、タイトルやスタッフ・キャストの名義を改ざんして上映した事もあった。
- 2013年10月公開の清水大敬監督『人妻禁猟区 屈辱的な月曜日』から、作品の撮影方式がフィルムからデジタルに移行した。
- 近年は新作提供が2016年8月までの3年間で計5本と、ほぼ製作中止に近い状態になっており、2019年8月封切りの「憂なき男たちよ 快楽に浸かるがいい。」以降新作は途絶えている。

## 備考
1. ↑  『映画年鑑 2008年版』付録・映画館一覧表（ISBN 9784-915207037　時事映画通信社 2007年）においては、半田日活劇場（愛知県半田市）が直営館となっているが、同館は2008年10月をもって閉館となったもよう。